# لیسیدن زخم

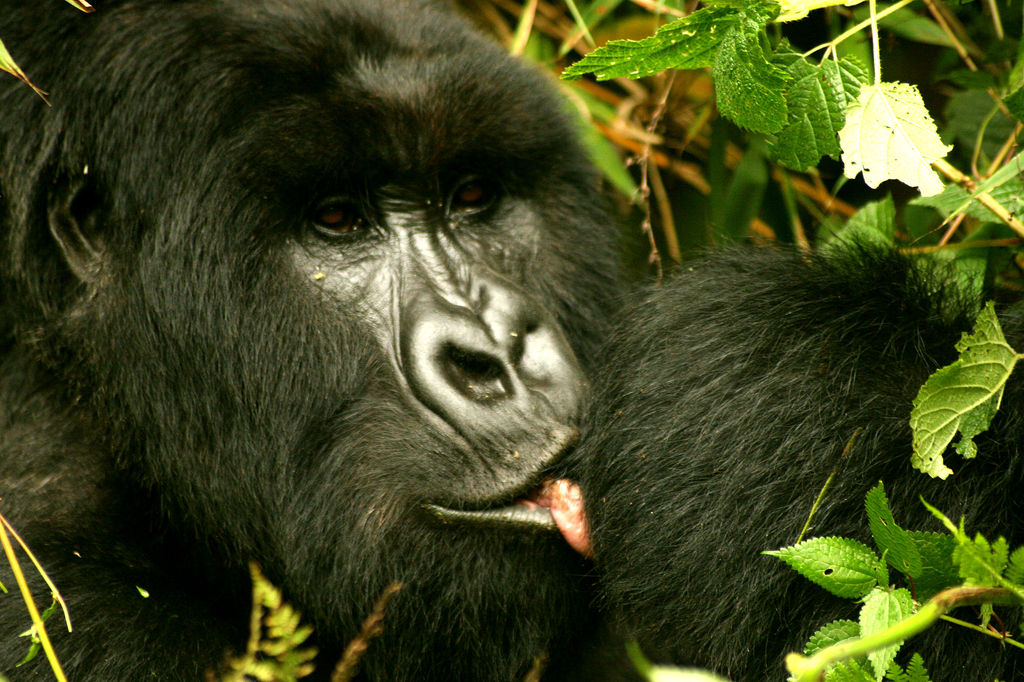
گوریل در حال لیسیدن زخم

لیسیدن زخم (به انگلیسی: Wound licking) یک پاسخ غریزی در انسان و بسیاری از جانوران دیگر برای پوشاندن جراحت یا سوختگی درجه دو با بزاق است. سگ‌ها، گربه‌ها، جوندگان کوچک، اسب‌ها و نخستی‌ها همه زخم‌های خود را می‌لیسند. بزاق دارای فاکتور بافتی است که مکانیسم لخته‌شدن خون را تقویت می‌کند. آنزیم لیزوزیم در بسیاری از بافت‌ها یافت می‌شود و به دیواره سلولی بسیاری از باکتری‌های گرم مثبت حمله می‌کند و به دفاع در برابر عفونت کمک می‌کند. اشک همچنین به دلیل وجود آنزیم لیزوزیم برای زخم‌ها مفید است. با این حال، خطر عفونت ناشی از باکتری در دهان نیز وجود دارد.

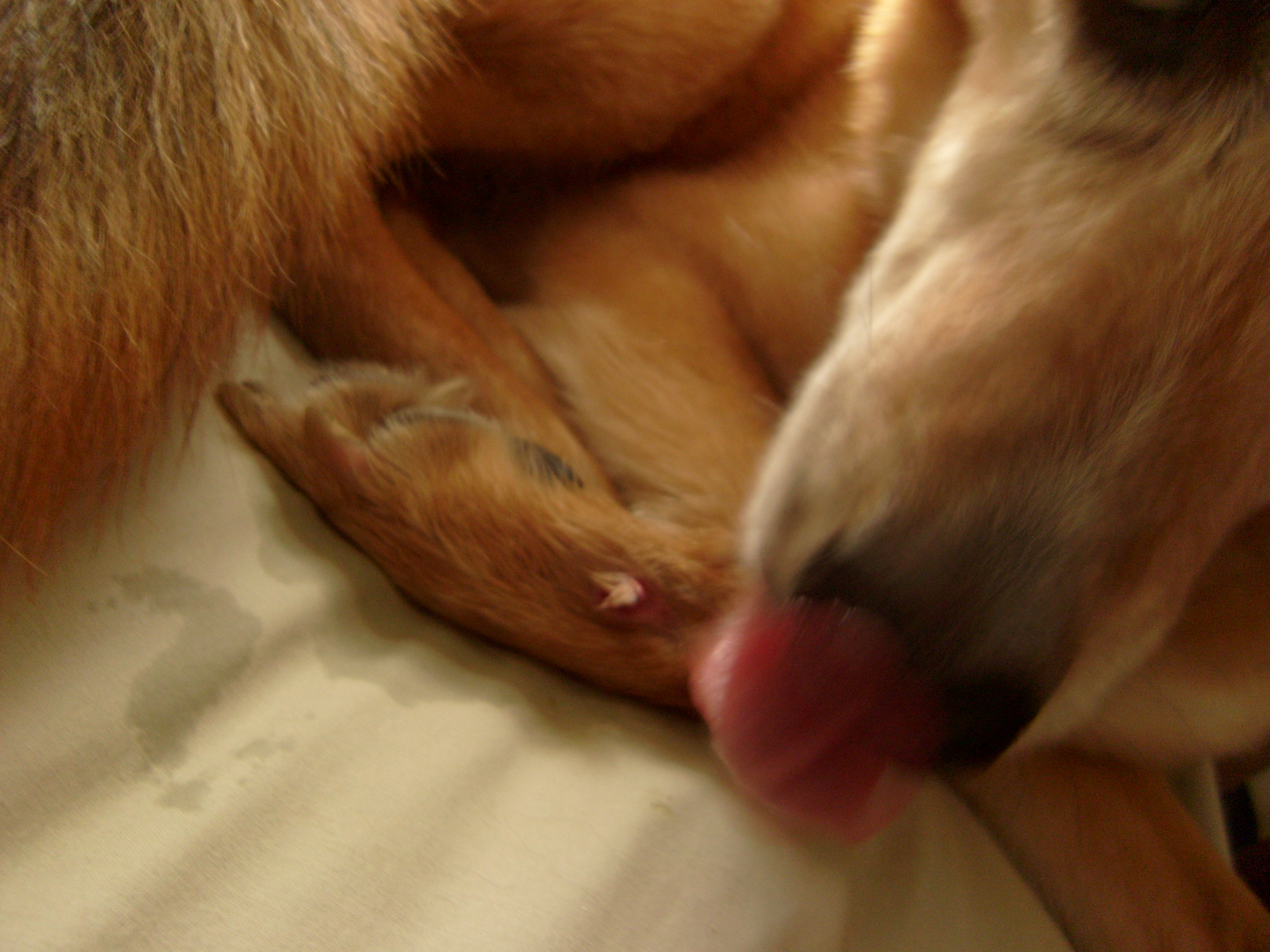
سگی که پنجه زخمی را می‌لیسد